# Pellinki
Pellinki (suédois : Pellinge) est un village et une communauté insulaire de la région d`Uusimaa en Finlande composée de plusieurs petites îles, les principales étant reliées par des ponts.

## Description
L’archipel est a environ 80 kilomètres à l'est de la capitale Helsinki et à 30 kilomètres au sud de Porvoo.
Pellinge comprend entre autres les îles de Lillpellinge (sv), Storpellinge (sv), Ölandet (sv) et Klovharu.
On y compte environ 260 résidents dont 95% sont suédophones.
C'est l'un des lieux de villégiature favoris des habitants de la capitale.
La plus ancienne mention écrite de Pellinki est une lettre du roi de Suède datant de 1411 adressée au commandant du Château de Viipuri.

## Personnalités
- Tove Jansson (1914-2001), écrivaine, peintre, illustratrice finlandaise y a écrit et dessiné les célèbres contes des Moomins[2].

## Galerie

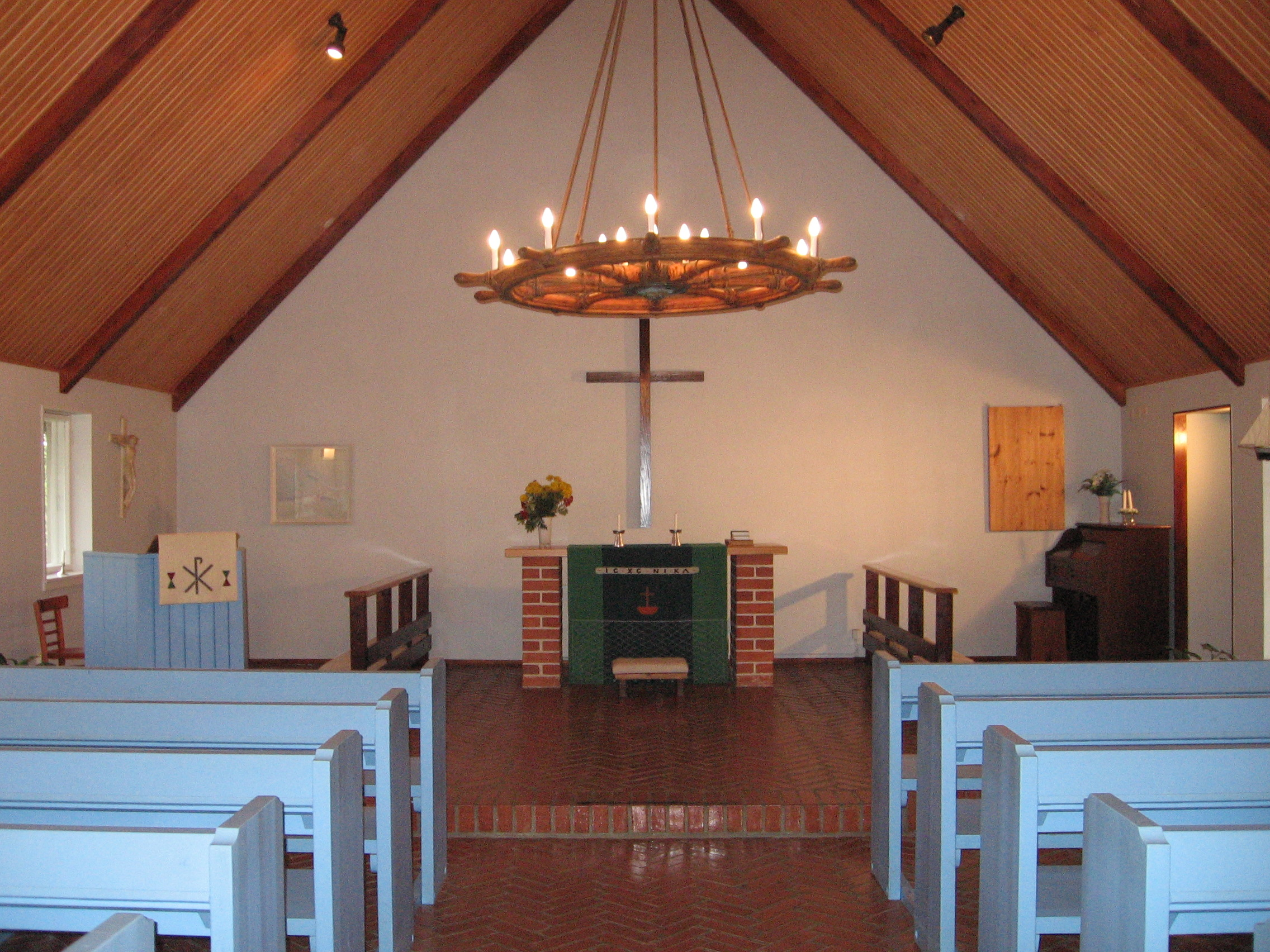
La chapelle d'Olav.
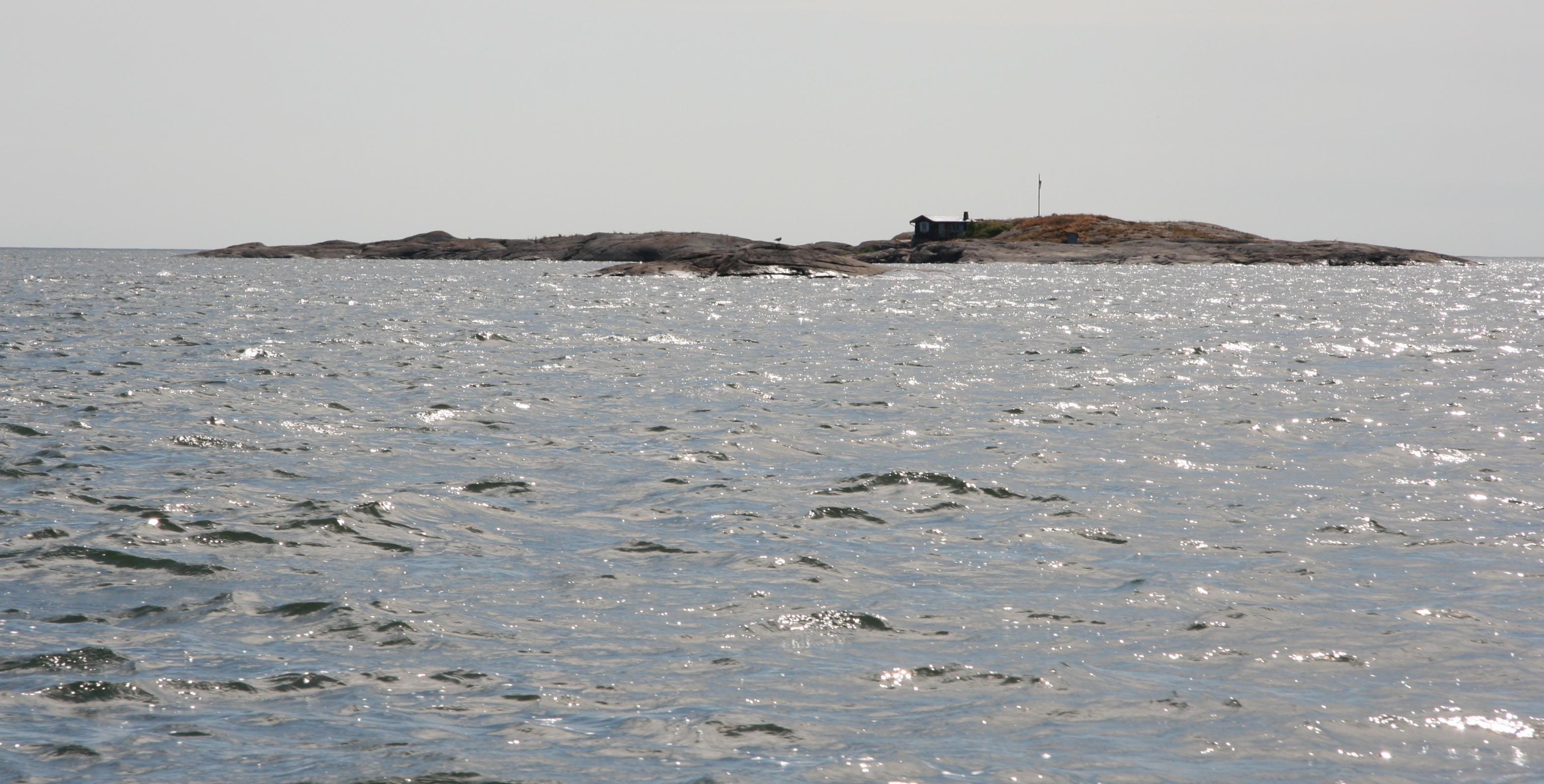
Klovharu.